# Ždánov
Ždánov är en ort i Tjeckien.   Den ligger i regionen Plzeň, i den västra delen av landet, 130 km sydväst om huvudstaden Prag. Ždánov ligger 432 meter över havet och antalet invånare är 119.
Terrängen runt Ždánov är platt åt nordost, men åt sydväst är den kuperad.Runt Ždánov är det tätbefolkat, med 369 invånare per kvadratkilometer. Närmaste större samhälle är Domažlice, 5,9 km öster om Ždánov. Trakten runt Ždánov består till största delen av jordbruksmark.